# 日本火山学会
特定非営利活動法人日本火山学会（にほんかざんがっかい、英: The Volcanological Society of Japan、略称: VSJ）は、日本の地球科学系学会。日本学術会議協力学術研究団体であり、日本地球惑星科学連合に加盟している。1932年に設立された。第二次世界大戦後、活動を休止していたが、活火山研究会として活動を再開し、1956年に再発足。

## 出版物
- 学会誌『火山』 - ISSN 0453-4360。1957年創刊。年6回発行。
- Earth, Planets and Space (EPS) - ISSN 1343-8832。1998年創刊。年12回発行。地球電磁気・地球惑星圏学会、日本地震学会、日本火山学会、日本測地学会、日本惑星科学会が共同で刊行。

## 表彰

### 日本火山学会論文賞
- 第01号（2003年度） - 西潔
- 第02号（2003年度） - 斉藤元治ほか
- 第03号（2003年度） - 為栗健ほか
- 第04号（2004年度） - 古屋正人ほか
- 第05号（2004年度） - 松嶋喜雄
- 第06号（2005年度） - 宮縁育夫ほか
- 第07号（2006年度） - 西村太志ほか
- 第08号（2007年度） - 下司信夫・小林哲夫
- 第09号（2007年度） - 山田耕ほか
- 第10号（2009年度） - 安井真也ほか
- 第11号（2009年度） - Sri HIDAYATIほか
- 第12号（2010年度） - 立尾有騎・井口正人
- 第13号（2011年度） - 田中宏幸ほか
- 第14号（2012年度） - 小園誠史・小屋口剛博
- 第15号（2013年度） - 及川輝樹ほか
- 第16号（2014年度） - 津久井雅志
- 第17号（2014年度） - 山本圭吾ほか
- 第18号（2015年度） - 伊藤順一ほか
- 第19号（2015年度） - 中尾茂ほか
- 第20号（2016年度） - 安田敦ほか
- 第21号（2016年度） - 加藤愛太郎ほか

### 日本火山学会研究奨励賞
- 第01号（2003年度） - 菅原透
- 第02号（2003年度） - 石塚治
- 第03号（2004年度） - 下司信夫
- 第04号（2005年度） - 市原美恵
- 第05号（2005年度） - 栗谷豪
- 第06号（2006年度） - 宮坂瑞穂
- 第07号（2006年度） - 竹内晋吾
- 第08号（2007年度） - 並木敦子
- 第09号（2007年度） - 奥村聡
- 第10号（2007年度） - 中道治久
- 第11号（2008年度） - 横尾亮彦
- 第12号（2008年度） - 前野深
- 第13号（2008年度） - 鈴木由希
- 第14号（2009年度） - 相沢広記
- 第15号（2009年度） - 寺田暁彦
- 第16号（2010年度） - 山本希
- 第17号（2011年度） - 鈴木雄治郎
- 第18号（2011年度） - 福島洋
- 第19号（2012年度） - 石橋秀巳
- 第20号（2013年度） - 小園誠史
- 第21号（2014年度） - 三輪学央
- 第22号（2015年度） - 吉村俊平
- 第23号（2015年度） - 柵山徹也
- 第24号（2015年度） - 前田裕太
- 第25号（2016年度） - 風早竜之介

### 日本火山学会賞
- 第01号（2006年度） - 鹿児島県
- 第02号（2008年度） - 荒牧重雄
- 第03号（2010年度） - 小屋口剛博
- 第04号（2011年度） - 巽好幸
- 第05号（2011年度） - 藤井敏嗣
- 第06号（2011年度） - 林信太郎
- 第07号（2011年度） - 高橋栄一
- 第08号（2011年度） - 中田節也